# ¡A bailar!
¡A bailar! fue un concurso español producido por Zeppelin TV Endemol para su emisión en Antena 3. En él, ocho parejas de famosos competían entre sí en un concurso de baile de varios estilos y varias semanas de duración, entrenados por una profesora de baile. El premio que obtenía el ganador era entregado a organizaciones benéficas. El formato, presentado por Mónica Naranjo, fue estrenado el 4 de marzo de 2014 y finalizó el 8 de abril de 2014

## Mecánica del programa
A lo largo de cada semana, cada pareja ensaya y prepara sus coreografías en su domicilio particular con ayuda de Lola González, la coreógrafa del programa (los ensayos son grabados y emitidos previamente a la actuación). Luego, durante varias galas, las parejas participantes ejecutarán su coreografía frente al jurado, que les evaluará del 0 al 10.
Una vez obtenidas las puntuaciones, se hace la media de los tres miembros del jurado y aquella pareja que tenga la puntuación más alta ocupará el sillón azul. Si esta pareja es superada por otra a lo largo de la gala, será destronada y será un nuevo dúo el que ocupe la silla especial. Aquellos que estén en el trono azul al término de la gala, se convertirán automáticamente en los primeros finalistas de la gala. Sin embargo, hay una segunda oportunidad para el resto, ya que cada pareja no finalista votará entre el que haya quedado en segunda y tercera posición para decidir cuál es la segunda pareja finalista. Más tarde, el público presente en plató votará con unos mandos para elegir la ganadora del programa de entre esas dos parejas finalistas.
Por último, una vez se conoce el ganador de la noche, el jurado asignará el tema que deberán bailar la semana siguiente. Para finalizar la gala, los ganadores donarán 3.000 euros a una Organización No Gubernamental (ONG) y volverán a ejecutar su coreografía. En el último programa de la temporada se elegirá mediante televoto al ganador de entre los finalistas resultantes, el cual recibirá 30.000 euros que donará de la misma manera que el premio menor de cada gala.

## Temporadas
| Temporada | Temporada | Galas | Estreno            | Final              | Ganadores                             |
| --------- | --------- | ----- | ------------------ | ------------------ | ------------------------------------- |
|           | 1         | 6     | 4 de marzo de 2014 | 8 de abril de 2014 | Soraya Arnelas y Miguel Ángel Herrera |

## Reparto
| Miembro del equipo | Profesión                                     |
| ------------------ | --------------------------------------------- |
| Mónica Naranjo     | Cantante, Presentadora                        |
| Carlos Baute       | Cantante, presentador y actor, Jurado         |
| Sara Baras         | Bailaora y coreógrafa, Jurado                 |
| Charlie Hussey     | Coreógrafo y bailarín del Ballet Zoom, Jurado |
| Lola González      | Bailarina y coreógrafa                        |

## ¡A bailar! (2014)

### Concursantes
| Concursantes              | Procedencia | Relación   | Ocupación                 | Galas ganadas | Galas perdidas | Resultado               |
| ------------------------- | ----------- | ---------- | ------------------------- | ------------- | -------------- | ----------------------- |
| Soraya Arnelas            | Cáceres     | Pareja     | Cantante                  | 6.ª           | Nunca          | Ganadores (47%)         |
| Miguel Ángel Herrera      | Sevilla     | Pareja     | Modelo                    | 6.ª           | Nunca          | Ganadores (47%)         |
| Óscar Martínez            | Madrid      | Expareja   | Presentador de radio y TV | 5.ª           | 3.ª y 4.ª      | 2.os clasificados (29%) |
| Eva Armenteros            | Madrid      | Expareja   | Periodista                | 5.ª           | 3.ª y 4.ª      | 2.os clasificados (29%) |
| Manuel Díaz "El Cordobés" | Madrid      | Matrimonio | Torero                    | Nunca         | 2.ª            | 3.os clasificados (20%) |
| Virginia Troconis         | Valencia    | Matrimonio | Exmodelo y ama de casa    | Nunca         | 2.ª            | 3.os clasificados (20%) |
| Pastora Vega              | Madrid      | Expareja   | Actriz                    | 1.ª           | Nunca          | 4.os clasificados (4%)  |
| Juan Ribó                 | Amán        | Expareja   | Actor                     | 1.ª           | Nunca          | 4.os clasificados (4%)  |
| El Monaguillo             | Málaga      | Matrimonio | Humorista                 | 4.ª           | 5.ª            | 4.os expulsados         |
| Lola Plazas               | Málaga      | Matrimonio | Ama de casa               | 4.ª           | 5.ª            | 4.os expulsados         |
| Juan José Ballesta        | Madrid      | Matrimonio | Actor                     | 3.ª           | Nunca          | 3.os expulsados         |
| Verónica Rebollo          | Madrid      | Matrimonio | Peluquera                 | 3.ª           | Nunca          | 3.os expulsados         |
| Santiago Cañizares        | Ciudad Real | Matrimonio | Exfutbolista              | 2.ª           | 1.ª y 3.ª      | 2.os expulsados         |
| Mayte García              | Valencia    | Matrimonio | Ama de casa               | 2.ª           | 1.ª y 3.ª      | 2.os expulsados         |
| Laura Sánchez             | Groß-Gerau  | Pareja     | Modelo y actriz           | Nunca         | Nunca          | 1.os expulsados         |
| David Ascanio             | Tenerife    | Pareja     | Cantante                  | Nunca         | Nunca          | 1.os expulsados         |

### Estadísticas semanales
| Participantes         | Gala 1     | Gala 2     | Gala 3     | Gala 4     | Gala 5     | Final      | Final           |
| --------------------- | ---------- | ---------- | ---------- | ---------- | ---------- | ---------- | --------------- |
| Soraya & Miguel Ángel | Segundos   | Segundos   | Segundos   | Segundos   | Segundos   | Finalistas | Ganadores (47%) |
| Óscar & Eva           | Quintos    | Terceros   | Perdedores | Perdedores | Ganadores  | Finalistas | Segundos (29%)  |
| Manuel & Virginia     | Terceros   | Perdedores | Cuartos    | Terceros   | Terceros   | Finalistas | Terceros (20%)  |
| Pastora & Juan        | Ganadores  | Sextos     | Cuartos    | Quintos    | Sextos     | Finalistas | Cuartos (4%)    |
| Juanjo & Verónica     | Cuartos    | Sextos     | Ganadores  | Cuartos    | Terceros   | Eliminados |                 |
| El Monaguillo & Lola  | Sextos     | Cuartos    | Terceros   | Ganadores  | Perdedores | Eliminados |                 |
| Santi & Mayte         | Perdedores | Ganadores  | Perdedores | Sextos     | Quintos    | Eliminados |                 |
| Laura y David         | Séptimos   | Cuartos    | Sextos     | Sextos     | Sextos     | Eliminados |                 |

## Medias

### 1.ª gala
| Orden | Canción                          | Pareja                 | Puntuación Jueces | Puntuación Jueces | Puntuación Jueces | Media Jurado | Concursantes rivales | Público   | Puesto |
| Orden | Canción                          | Pareja                 | Carlos B.         | Sara B.           | Charlie H.        | Media Jurado | Concursantes rivales | Público   | Puesto |
| ----- | -------------------------------- | ---------------------- | ----------------- | ----------------- | ----------------- | ------------ | -------------------- | --------- | ------ |
| 1.º   | Grease lightning (Grease)        | Virginia y Manuel      | 8                 | 8                 | 5                 | 7            | Semifinalistas       | x         | 3.º    |
| 2.º   | Qué bonita la vida (Dani Martín) | Eva y Óscar            | 6                 | 7                 | 4                 | 5.6          | x                    | x         | 5.º    |
| 3.º   | Timber (Pitbull y Kesha)         | Laura y David          | 6                 | 6                 | 4                 | 5.3          | x                    | x         | 7.º    |
| 4.º   | Roxanne (Moulin Rouge!)          | Pastora y Juan         | 8                 | 8                 | 6                 | 7.3          | Ganadores            | Ganadores | 1.º    |
| 5.º   | U can´t touch this (MC Hammer)   | Verónica y Juanjo      | 7                 | 7                 | 5                 | 6.3          | x                    | x         | 4.º    |
| 6.º   | Valió la pena (Marc Anthony)     | Lola y 'El Monaguillo' | 5                 | 6                 | 6                 | 5.6          | x                    | x         | 6.º    |
| 7.º   | Mambo No. 5 (Lou Bega)           | Soraya y Miguel Ángel  | 9                 | 8                 | 7                 | 8            | Finalistas           | Segundos  | 2.º    |
| 8.º   | Moving (Macaco)                  | Mayte y Santi          | 5                 | 6                 | 3                 | 4.6          | x                    | x         | 8.º    |

### 2.ª gala
| Orden | Canción                          | Pareja                 | Puntuación Jueces | Puntuación Jueces | Puntuación Jueces | Media Jurado | Concursantes rivales | Público   | Puesto |
| Orden | Canción                          | Pareja                 | Carlos B.         | Sara B.           | Charlie H.        | Media Jurado | Concursantes rivales | Público   | Puesto |
| ----- | -------------------------------- | ---------------------- | ----------------- | ----------------- | ----------------- | ------------ | -------------------- | --------- | ------ |
| 1.º   | Waterloo (ABBA)                  | Pastora y Juan         | 6                 | 6                 | 4                 | 5.3          | x                    | x         | 6.º    |
| 2.º   | Beat It, (Michael Jackson)       | Laura y David          | 7                 | 7                 | 6                 | 6.7          | x                    | x         | 4.º    |
| 3.º   | Te Aviso, Te Anuncio, (Shakira)  | Virginia y Manuel      | 5                 | 5                 | 5                 | 5            | x                    | x         | 8.º    |
| 4.º   | Marry You, (Bruno Mars)          | Eva y Óscar            | 7                 | 8                 | 7                 | 7.3          | Semifinalistas       | x         | 3.º    |
| 5.º   | Time Of My Life, (Dirty Dancing) | Mayte y Santiago       | 9                 | 9                 | 9                 | 9            | Ganadores            | Ganadores | 1.º    |
| 6.º   | Dime que me quieres (Tequila)    | Lola y 'El Monaguillo' | 6                 | 7                 | 7                 | 6.7          | x                    | x         | 4.º    |
| 7.º   | Happy, (Pharrell Williams)       | Soraya y Miguel Ángel  | 10                | 8                 | 7                 | 8.3          | Finalistas           | Segundos  | 2.º    |
| 8.º   | Bailando Por Ahí, (Juan Magán)   | Verónica y Juanjo      | 6                 | 6                 | 4                 | 5.3          | x                    | x         | 6.º    |

### 3.ª gala
| Orden | Canción                           | Pareja                 | Puntuación Jueces | Puntuación Jueces | Puntuación Jueces | Media Jurado | Concursantes rivales | Público   | Puesto |
| Orden | Canción                           | Pareja                 | Carlos B.         | Sara B.           | Charlie H.        | Media Jurado | Concursantes rivales | Público   | Puesto |
| ----- | --------------------------------- | ---------------------- | ----------------- | ----------------- | ----------------- | ------------ | -------------------- | --------- | ------ |
| 1.º   | Kiss (Tom Jones)                  | Mayte y Santiago       | 5                 | 6                 | 5                 | 5.3          | x                    | x         | 8.º    |
| 2.º   | Staying Alive (Bee Gees)          | Lola y 'El Monaguillo' | 7                 | 8                 | 5                 | 6.7          | Semifinalistas       | x         | 3.º    |
| 3.º   | El Beso (Pablo Alborán)           | Virginia y Manuel      | 6                 | 6                 | 7                 | 6.3          | x                    | x         | 4.º    |
| 4.º   | Toxic (Britney Spears)            | Laura y David          | 7                 | 6                 | 4                 | 5.7          | x                    | x         | 6.º    |
| 5.º   | Cell Block (Chicago)              | Soraya y Miguel Ángel  | 9                 | 9                 | 7                 | 8.3          | Finalistas           | Segundos  | 2.º    |
| 6.º   | Color Esperanza (Diego Torres)    | Eva y Óscar            | 5                 | 7                 | 4                 | 5.3          | x                    | x         | 8.º    |
| 7.º   | Relax (Frankie Goes To Hollywood) | Verónica y Juanjo      | 9                 | 9                 | 8                 | 8.7          | Ganadores            | Ganadores | 1.º    |
| 8.º   | A Mi Manera (Gipsy Kings)         | Pastora y Juan         | 6                 | 8                 | 5                 | 6.3          | x                    | x         | 4.º    |

### Invitados
| Invitado                | Famoso/a por...                         | Gala | Canción                           |
| ----------------------- | --------------------------------------- | ---- | --------------------------------- |
| Natalia Millán          | Actriz y bailarina                      | 2.ª  | Hot Honey Rag (Glee)              |
| Marta Valverde          | Actriz y cantante                       | 2.ª  | Hot Honey Rag (Glee)              |
| Toñi Salazar            | Cantantes, componentes de Azúcar Moreno | 3.ª  | Single Ladies (Beyoncé)           |
| Encarna Salazar         | Cantantes, componentes de Azúcar Moreno | 3.ª  | Single Ladies (Beyoncé)           |
| Pablo Puyol             | Actor y cantante                        | 4.ª  | The Monster (Eminem feat Rihanna) |
| Rocío Puyol             | Sobrina de Pablo Puyol                  | 4.ª  | The Monster (Eminem feat Rihanna) |
| Patricia Pérez          | Actriz y presentadora                   | 5.ª  | Dramas y Comedias (Fangoria)      |
| Luis Canut              | Guionista, marido de Patricia Pérez     | 5.ª  | Dramas y Comedias (Fangoria)      |
| Daniel Diges            | Cantante y actor                        | 6.ª  | Don´t stop now (Queen)            |
| Alejandra Ortiz-Echagüe | Actriz, mujer de Daniel Diges           | 6.ª  | Don´t stop now (Queen)            |

### Audiencias
| Fecha      | Características del programa | Audiencia         |
| ---------- | ---------------------------- | ----------------- |
| 04/03/2014 | 1.ª gala                     | 3 271 000 (18,8%) |
| 11/03/2014 | 2.ª gala                     | 2 216 000 (13,9%) |
| 18/03/2014 | 3.ª gala                     | 1 751 000 (11,9%) |
| 25/03/2014 | 4.ª gala                     | 1 671 000 (10,6%) |
| 01/04/2014 | Semifinal (5.ª gala)         | 1 750 000 (10,7%) |
| 08/04/2014 | Final (6.ª gala)             | 1 471 000 (10,0%) |

## Palmarés ¡A bailar!
| Edición    | Fecha | Cadena   | Ganadores                             | Subcampeones                    | Terceros                                      |
| ---------- | ----- | -------- | ------------------------------------- | ------------------------------- | --------------------------------------------- |
| ¡A bailar! | 2014  | Antena 3 | Soraya Arnelas & Miguel Ángel Herrera | Óscar Martínez & Eva Armenteros | Manuel Díaz "El Cordobés" & Virginia Troconis |